# Dirk Neumann

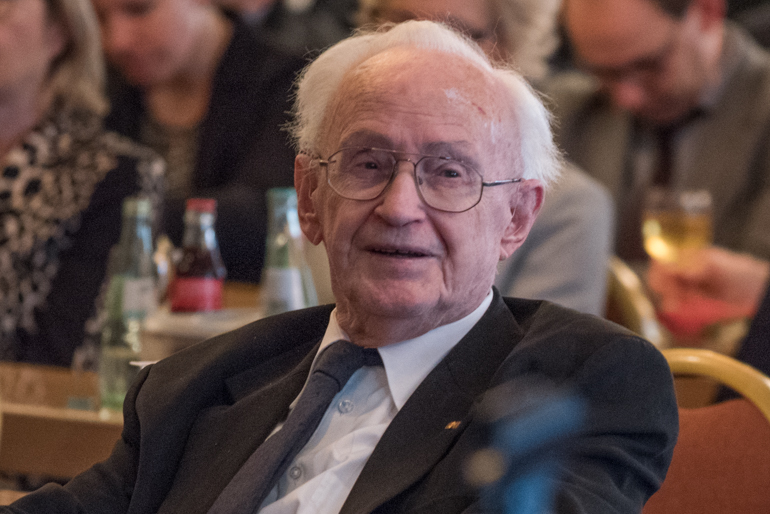
Dirk Neumann als Teilnehmer einer Veranstaltung des DGB Rechtsschutz (2017)

Dirk Neumann (* 26. April 1923 in Glauchau, Sachsen; † 27. September 2023 in Kassel) war ein deutscher Jurist. Von 1965 bis zu seiner Pensionierung 1990 war er Richter und seit 1986 auch Vizepräsident des Bundesarbeitsgerichts. Am 1. Juli 1992 wurde er Gründungspräsident des neu errichteten Sächsischen Landesarbeitsgerichts in Chemnitz und blieb es bis zu seiner weiteren Pensionierung am 30. April 1993.

## Karriere
Neumann besuchte die Kreuzschule in Dresden und leistete anschließend, zuletzt als Leutnant, Kriegsdienst in der Wehrmacht. 1945 begann er mit dem Studium der Rechtswissenschaft an der Universität Leipzig. Danach wechselte er an die Universität Köln und lernte dort den damaligen Dekan Hans Carl Nipperdey kennen, dessen Assistent er wurde. Seine Richterlaufbahn begann Neumann 1952 beim Arbeitsgericht Köln. 1956 wurde er an das Landesarbeitsgericht Düsseldorf berufen und am 13. April 1965 sodann als Bundesrichter an den 4. Senat des Bundesarbeitsgerichts, wo er an sehr vielen wichtigen Entscheidungen im Tarifvertragsrecht mitwirkte, sich als gebürtiger Sachse diskussionsstark bemerkbar machte und die Begründung seiner Urteile sofort nach der Sitzung diktierte. Seit dem 1. Februar 1986 war er zusätzlich Vizepräsident des Gerichts. 1981 wurde Neumann als Nachfolger von Gerhard Müller zum Präsidenten des Deutschen Arbeitsgerichtsverbandes gewählt, blieb es bis 1990 und ist Ehrenpräsident bis heute.
Nach seiner Pensionierung beim Bundesarbeitsgericht 1990 widmete er sich nach der Wiedervereinigung dem Aufbau der Arbeitsgerichtsbarkeit in den Neuen Bundesländern. Er wurde zunächst einfacher Richter am Bezirksgericht Leipzig und dann am 1. Juli 1992 Gründungspräsident des neu errichteten Sächsischen Landesarbeitsgerichts und blieb es bis zu seiner zweiten Pensionierung am 30. April 1993.
Anschließend fungierte er als Berater der Landesregierung des Freistaats Sachsen beim Entwurf eines Arbeitsvertragsgesetzes, das jedoch scheiterte.
Neben seiner richterlichen Tätigkeit arbeitete Neumann umfangreich wissenschaftlich als Mitherausgeber und Verfasser von Kommentaren zum Arbeitszeitrecht, Urlaubsrecht und Schwerbehindertenrecht. Er war auch Mitherausgeber der Entscheidungssammlung „Arbeitsrechtliche Praxis“.
Neumann starb am 27. September 2023 im Alter von 100 Jahren.

## Privatleben
Neumann war verheiratet, hatte zwei Söhne und eine Tochter, acht Enkel und 14 Urenkel und lebte am ehemaligen Sitz des Bundesarbeitsgerichts in Kassel.

## Auszeichnungen
- 1990 Großes Verdienstkreuz mit Stern des Verdienstordens der Bundesrepublik Deutschland
- 2001 Sächsischer Verdienstorden

## Trivia
Neumann war dafür bekannt, dass er sich bei Sitzungen des Deutschen Arbeitsgerichtsverbands, bevor er das Amt des Alterspräsidenten übernahm, immer erkundigte „Ist jemand anwesend, der vor April 1923 geboren ist?“.